# Address manager
Der address manager ist eine erfolgreiche Kundenmanagement-Software zum Verwalten von Kontakten. Der Hersteller ist combit.
Das für kleine und mittlere Unternehmen konzipierte Programm basiert auf einer proprietären Datenbank und verwaltet neben den Kontakten auch Termine und Schriftverkehr. Verschiedene Designer- und Scriptingmöglichkeiten machen Anpassungen an Sonderwünsche möglich. Peripheriegeräte und auch E-Mail-Clients können zur Ausgabe verwendet werden, außerdem ist die Synchronisation mit externen Datenträgern wie PDAs möglich.